# Penianthus
Penianthus Miers – rodzaj roślin z rodziny miesięcznikowatych (Menispermaceae). Obejmuje co najmniej 3 gatunki występujące naturalnie w strefie tropikalnej w Afryce na obszarze od Sierra Leone aż do Kamerunu.

## Systematyka
Pozycja systematyczna według APweb (aktualizowany system APG III z 2009)
Rodzaj z rodziny miesięcznikowatych (Menispermaceae).
Wykaz gatunków
- Penianthus longifolius Miers
- Penianthus patulinervis Hutch. & Dalziel
- Penianthus zenkeri (Engl.) Diels